# Astrogorgia
Astrogorgia é um género de corais pertencentes à família Astrogorgiidae. As espécies deste género podem ser encontradas no sudeste da Ásia e no Oceano Índico.

## Espécies
Seguem as espécies do gênero:
- Astrogorgia arborea (Thomson & Simpson, 1909)
- Astrogorgia balinensis (Hermanlimianto & van Ofwegen, 2006)
- Astrogorgia bayeri (van Ofwegen & Hoeksema, 2001)
- Astrogorgia begata (Grasshoff, 1999)
- Astrogorgia canala (Grasshoff, 1999)
- Astrogorgia dumbea (Grasshoff, 1999)
- Astrogorgia filigella (Thomson & Dean, 1931)
- Astrogorgia fruticosa (Samimi Namin & van Ofwegen, 2009)
- Astrogorgia jiska (Grasshoff, 2000)
- Astrogorgia lafoa (Grasshoff, 1999)
- Astrogorgia lea (Grasshoff, 2000)
- Astrogorgia mengalia (Grasshoff, 1999)
- Astrogorgia milka (Grasshoff, 2000)
- Astrogorgia ramosa (Thomson & Simpson, 1909)
- Astrogorgia rubra (Thomson & Henderson, 1906)
- Astrogorgia sara (Grasshoff, 2000)
- Astrogorgia sinensis (Verrill, 1865)
- Astrogorgia splendens (Thompson & Simpson, 1909)